# Seiscordas
Seiscordas é uma coletânea de Violão instrumental que reuniu diferentes trabalhos de violonistas do estado de Santa Catarina.
Um ano após seu lançamento, o álbum foi o vencedor do Edital de Cultura do Governo de Santa Catarina

## Faixas
01.Terra de Areia - Tiago Nogueira

02.Poça D'água - Brasil Papaya

03.Sonho Dourado - Joel Colman

04.Vento Sul - Ricardo Pauletti

05.E vamos indo - Terra Brasilis

06.Valsa Bolero - Gil Medeiros

07.Naufrágio - Ricardo Pauleti

08.Cristal - Terra Brasilis

09.Escama de Surubim - Tiago Nogueira

10.Adágio - Gil Medeiros

11.Moinho - Joel Colman

12.Pau de Garapuvu - Brasil Papaya

## Prêmios
- 2000 - Vencedor do Edital de Cultura do Governo de Santa Catarina[2]